# Michel Graillier
Michel Graillier, (IPA: /miʃ’εl ɡʁɑj’je/) (Lens, 18 ottobre 1946 – Parigi, 12 febbraio 2003), è stato un pianista francese di musica jazz.

## Biografia
Dall'età dei quattro fino a quella dei diciotto, Michel Graillier studia pianoforte classico nella cittadina francese di Lens. In adolescenza il suo interesse si sposta verso la batteria ed è proprio suonando questo strumento che si esibisce per la prima volta in pubblico con i Les Chaps, un gruppo amatoriale di musica yéyé.
Dopo aver concluso il periodo di formazione nelle classes préparatoires, entra nella scuola di ingegneria ISEN di Lille, dove incontra il contrabbassista Didier Levallet che lo introduce alla musica jazz. Nel 1968, con un diploma di ingegneria in mano, si trasferisce a Parigi dove inizia ad esibirsi nei club, in particolare al Caméléon in trio con Aldo Romano e Jean-François Jenny-Clark. Durante la sua permanenza nella capitale francese, incide album insieme al sassofonista Steve Lacy e, per tre anni, accompagna il violinista Jean-Luc Ponty. Nel 1970 pubblica Agartha, il suo primo album da leader e che vede come accompagnatori: Alby Cullaz e Bernard Lubat. Lo stesso anno, diventa membro del gruppo Piano Puzzle insieme a Georges Arvanitas, René Urtreger e Maurice Vander. Successivamente, per motivi personali, Graillier si prende una pausa dal mondo della musica.
Ritornato sulla scena musicale, dal 1972 al 1974 suona come tastierista del gruppo di musica jazz fondato dal batterista Christian Vander: Magma. Fu anche accompagnatore del chitarrista jazz Christian Escoudé e del sassofonista e compositore francese François Jeanneau. Per diversi anni, si è esibito suonando il pianoforte al club Riverbop, dove ha avuto l'opportunità di accompagnare molti musicisti tra cui americani come il batterista Philly Joe Jones e il sassofonista Steve Grossman. Successivamente si è esibito al Dréher e alla Magnetic Terrasse, accompagnato per lo più da Alby Cullaz e Christian Vander, ma anche da Barney Wilen o Jacques Pelzer.
Nel 1977 avviene un incontro di particolare importanza per Graillier. Il sassofonista Jacques Pelzer, di cui Graillier sposerà la figlia Micheline, suonatrice di batteria, lo introduce al trombettista Chet Baker. Tale incontro fu l'inizio di una collaborazione tra i due che durerà per quasi dieci anni.
Oltre alla collaborazione con il musicista statunitense, Graillier suonò insieme a: Éric Le Lann, Philip Catherine, Jacques Thollot, Richard Raux, Jean-Pierre Debarbat, Alain Jean-Marie, Paolo Fresu e Pharoah Sanders. Non di minore importanza furono le sue partecipazioni in duo con il contrabbassista Riccardo Del Fra e in trio con Alby Cullaz e Simon Goubert. Nel corso della sua carriera, è stato accompagnatore non solo di musicisti ma anche di cantanti come: Julos Beaucarne, Jacques Bertin, Maxime le Forestier, Eddy Mitchell, Stéphanie Crawford, Elisabeth Caumont e Stella Vander.
Muore in ospedale a Parigi, per complicazioni legate a una malattia, il 12 febbraio 2003 all'età di 56 anni.

## Stile
Michel Graillier considera Bud Powell, Bill Evans, McCoy Tyner ed Herbie Hancock i pianisti che per lui furono di maggiore influenza.
In riferimento a tali influenze, Graillier si è espresso così:
In una breve autobiografia, Michel Graillier ha scelto di citare una frase di Pascal Anquetil a proposito del suo stile: "Aleggia in tutta la sua musica una sorta di nebbia favorevole ai sogni e alle dolci derive. Un clima di pace ritrovata che si prova a volte, senza sapere bene perché, in certe notti d'estate."

## Premi
- 1978 : Prix Django-Reinhardt de l'Accademia du jazz in Francia.
- 1983 : Grand Prix de l'Académie Charles-Cos.
- 2000 : Grand Prix du Disque.
- 2000 : Prix Boris-Vian de l'Académie du jazz.

## Discografia[5]
- 1970 - Pianos puzzle (Saravah), pubblicato nuovamente nel 1991
- 1970 - Agartha (Saravah)
- 1976 - Ad lib (Musica 3010)
- 1976 - Libra
- 1978 - In a spring way
- 1979 - Toutes ces choses (Open)
- 1981 - Dream drops (OWL Records), pubblicato nuovamente nel 1992
- 1991 - Oiseaux de nuit in duo con Alain Jean-Marie (Chant du Monde), pubblicato nuovamente nel 2004
- 1991 - Fairly - The Complete Session (Chant du Monde), pubblicato nuovamente nel 2005
- 1991 - Fairly (Chant du Monde)
- 1991 - Portrait in black and white in duo con Alain Jean-Marie (Emarcy), pubblicato nuovamente nel 2005
- 1966 - Sweet smile, pubblicato nuovamente nel 2006 (Sketch)
- 2000 - Soft talk (Sketch)
- 2013 - Live au Petit Opportun (ExTension), registrazioni 1996-1999